# Tatsunori Yamagata
Tatsunori Yamagata (jap. 山形 辰徳 Yamagata Tatsunori; ur. 4 października 1983) – japoński piłkarz występujący na pozycji obrońcy. Obecnie występuje w Kataller Toyama.

## Kariera klubowa
Od 2002 roku występował w klubach Albirex Niigata, Albirex Niigata Singapore, Avispa Fukuoka, Tochigi SC i Kataller Toyama.